# Videojuego de disparos en primera persona

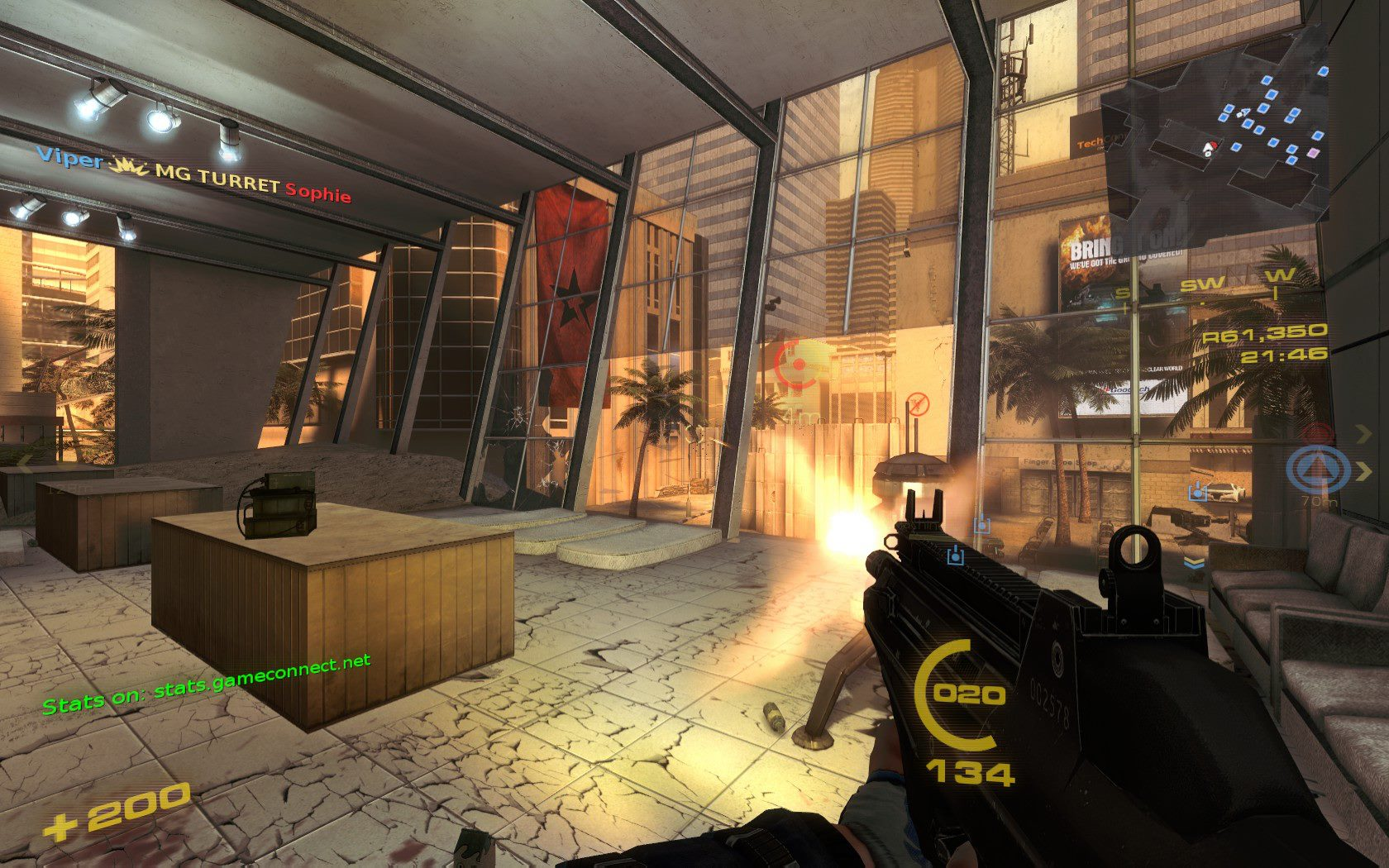
Nuclear Dawn un ejemplo de videojuego de disparos en primera persona.

Un videojuego de disparos en primera persona o FPS (del inglés, first-person shooter) es un subgénero de los videojuegos de disparos que se caracteriza por simular el uso de armas, generalmente de fuego, desde una perspectiva de primera persona. Desde sus inicios, los videojuegos de disparos en primera persona han impulsado el desarrollo de los gráficos en 3D y las capacidades del hardware. Además, el modo multijugador en línea ha sido un componente fundamental en la evolución del género.
El género de disparos en primera persona se remonta a Maze War en 1973, y  a Spasim en 1974. Más tarde, y después de títulos más lúdicos como MIDI Maze en 1987, el género se convirtió en una forma más violenta con Wolfenstein 3D de 1992, a la que se le atribuye la creación del arquetipo básico del género en el que se basan los títulos posteriores. Uno de esos títulos, y el progenitor de la mayor aceptación y popularidad general del género, fue Doom, uno de los juegos más influyentes en este género; durante algunos años, el término «clon de Doom» se usó para designar este género debido a la influencia de este juego. «De tiros en corredor» (corridor shooter) fue otro nombre común para el género en sus primeros años, ya que las limitaciones de procesamiento del hardware de la época significaban que la mayor parte de la acción en los juegos tenía que llevarse a cabo en áreas cerradas.
Half-Life de 1998 —junto con su secuela de 2004, Half-Life 2— mejoró la narrativa y los elementos del rompecabezas. En 1999, el mod de Half-Life Counter-Strike fue lanzado y junto con Doom es quizás uno de los de tiros en primera persona más influyentes y paradigmáticos. Tras este éxito llegaron famosas sagas como Quake, Battlefield, Medal of Honor, o Unreal.
GoldenEye 007, lanzado en 1997 para Nintendo 64, inició la tendencia de llevar los juegos de disparos en primera persona a las consolas domésticas, mientras que la serie Halo aumentó el atractivo comercial y crítico de la consola como plataforma para los títulos de juegos en primera persona. En el siglo XXI, el shooter en primera persona es el género de videojuegos más comercialmente viable y, en 2016, este género representó más del 27% de todas las ventas de videojuegos. Algunos de estos juegos han sido las bases para el desarrollo de deportes electrónicos de fama mundial.

## Definición
Los videojuegos de disparos en primera persona son un tipo de juego de disparos tridimensional, que presenta un punto de vista en primera persona con el que el jugador ve la acción a través de los ojos del personaje del jugador. Son diferentes a los shooters en tercera persona, en los cuales el jugador puede ver (generalmente desde atrás) el personaje que está controlando. El elemento principal del diseño es el combate, principalmente con armas de fuego.
Los juegos de disparos en primera persona también suelen clasificarse como distintos de los disparos con pistola de luz, un género similar con una perspectiva en primera persona que utiliza periféricos de pistola de luz, en contraste con los tiradores en primera persona que usan dispositivos de entrada convencionales para el movimiento. Otra diferencia es que los tiradores con pistola de luz en primera persona, como Virtua Cop, a menudo cuentan con un movimiento "sobre rieles" (con guion), mientras que los tiradores en primera persona como Doom le dan al jugador más libertad para moverse.
El de tiros en primera persona es un subtipo de juego de disparos el cual es a su vez un subgénero de los juegos de acción. Tras el lanzamiento de Doom en 1993, los juegos de este estilo se denominaron comúnmente «clones de Doom»; con el tiempo, este término ha sido reemplazado en gran parte por «de tiros en primera persona». A Wolfenstein 3D, lanzado en 1992, el año anterior a Doom, se le atribuye la introducción del género, pero desde entonces los críticos han identificado juegos similares aunque menos avanzados desarrollados en 1973. Hay desacuerdos ocasionales con respecto a los elementos de diseño específicos que constituyen un shooter en primera persona. Por ejemplo, Deus Ex o BioShock pueden considerarse de tiros en primera persona, pero también pueden considerarse videojuegos de rol a medida que toman prestado de este género ampliamente. Ciertos juegos de rompecabezas como Portal también se llaman de tiros en primera persona, pero carecen de cualquier elemento de combate directo o de disparo, en su lugar utilizan la perspectiva en primera persona para ayudar a sumergir a los jugadores en el juego para ayudar a resolver los rompecabezas. Algunos comentaristas extienden la definición para incluir simuladores de vuelo de combate donde se lleva a cabo la cabina o el vehículo de las manos y las armas.

## Diseño de juego
Como la mayoría de juegos de disparos, los de primera persona incluyen un avatar, una o más armas a distancia y un número variable de enemigos. Debido a que tienen lugar en un entorno 3D, estos juegos tienden a ser más realistas que los juegos de disparos en 2D, y tienen representaciones más precisas de la gravedad, la iluminación, el sonido y las colisiones. Los tiradores en primera persona que se juegan en computadoras personales se controlan con una combinación de teclado y ratón. Este sistema ha sido calificado como superior al que se encuentra en los juegos de consola, que con frecuencia utilizan dos sticks analógicos: uno usado para correr y esquivar, el otro para mirar y apuntar. Es común mostrar las manos y el armamento del personaje en la vista principal, con una pantalla de visualización que muestra los detalles de salud, municiones y ubicación. A menudo, es posible superponer un mapa de los alrededores.

### Combate y potenciadores
Los de tiros en primera persona a menudo se centran en el juego de acción, con tiroteos rápidos y sangrientos, aunque algunos ponen un mayor énfasis en la narrativa, la resolución de problemas y los rompecabezas de lógica. Además de disparar, el combate cuerpo a cuerpo también se puede usar ampliamente. En algunos juegos, las armas cuerpo a cuerpo son especialmente poderosas, una recompensa por el riesgo que el jugador debe tomar para maniobrar su personaje cerca del enemigo. En otras situaciones, un arma cuerpo a cuerpo puede ser menos efectiva, pero necesaria como último recurso. Los «shooter» tácticos son más realistas y requieren trabajo en equipo y estrategia para tener éxito, haciendo que el éxito no dependa únicamente de la pericia individual de cada jugador, sino de cómo la coordine junto al resto de jugadores; el jugador a menudo manda a un escuadrón de personajes, que puede ser controlado por el juego o por compañeros humanos.
Los de tiros en primera persona suelen dar a los jugadores una selección de armas, que tienen un gran impacto en la forma en que el jugador se acercará al juego. Algunos diseños de juegos tienen modelos realistas de armas existentes o históricas reales, que incorporan su velocidad de disparo, tamaño de cargador, cantidad de munición, retroceso y precisión. Otros juegos de disparos en primera persona pueden incorporar variaciones imaginativas de armas, incluidos prototipos futuros, armas definidas en el escenario de "tecnología alienígena" y/o utilizar una amplia gama de proyectiles, desde herramientas de mano de obra industrial hasta lanzadores de láser, energía, plasma, cohetes y granadas o ballestas. Estas muchas variaciones también pueden aplicarse a las animaciones de lanzamiento de granadas, rocas, lanzas y similares. Además, se pueden emplear modos de destrucción más convencionales desde las manos de los usuarios visibles, como llamas, electricidad, telequinesia u otras construcciones sobrenaturales. Sin embargo, los diseñadores a menudo permiten que los personajes carguen múltiples múltiplos de armas con poca o ninguna reducción en la velocidad o la movilidad, o quizás de manera más realista, una pistola o un dispositivo más pequeño y un rifle largo o incluso limitando al jugador a solo una arma a la vez. A menudo hay opciones para cambiar, actualizar o cambiar en la mayoría de los juegos. Así, los estándares de realismo varían entre los elementos de diseño. En general, el protagonista puede ser curado y rearmado por medio de elementos tales como botiquines de primeros auxilios, simplemente caminando sobre ellos. Algunos juegos permiten a los jugadores acumular puntos de experiencia similares a los que se encuentran en los juegos de rol, que pueden desbloquear nuevas armas y habilidades.

### Niveles
Estos videojuegos pueden estar compuestos estructuralmente de niveles, o utilizar la técnica de una narrativa continua en la que el juego nunca abandona la perspectiva en primera persona. Otros cuentan con grandes entornos de mundo abierto, que no se dividen en niveles y se pueden explorar libremente. En los tiradores en primera persona, los protagonistas interactúan con el entorno en diversos grados, desde conceptos básicos como el uso de puertas, hasta rompecabezas de resolución de problemas basados en una variedad de objetos interactivos. En algunos juegos, el jugador puede dañar el medio ambiente, también en diversos grados: un dispositivo común es el uso de barriles que contienen material explosivo que el jugador puede disparar, destruirse y dañar a los enemigos cercanos. Otros juegos cuentan con entornos que son ampliamente destructibles, lo que permite efectos visuales adicionales. El mundo del juego a menudo usará temas de ciencia ficción, históricos (particularmente la Segunda Guerra Mundial) o militares modernos, con antagonistas como extraterrestres, monstruos, terroristas y soldados de varios tipos. Los juegos tienen múltiples configuraciones de dificultad; en los modos más difíciles, los enemigos son más duros, más agresivos y hacen más daño, y los poderes son limitados. En modos más fáciles, el jugador puede tener éxito solo a través de tiempos de reacción; en configuraciones más difíciles, a menudo es necesario memorizar los niveles a través de prueba y error.

### Multijugador

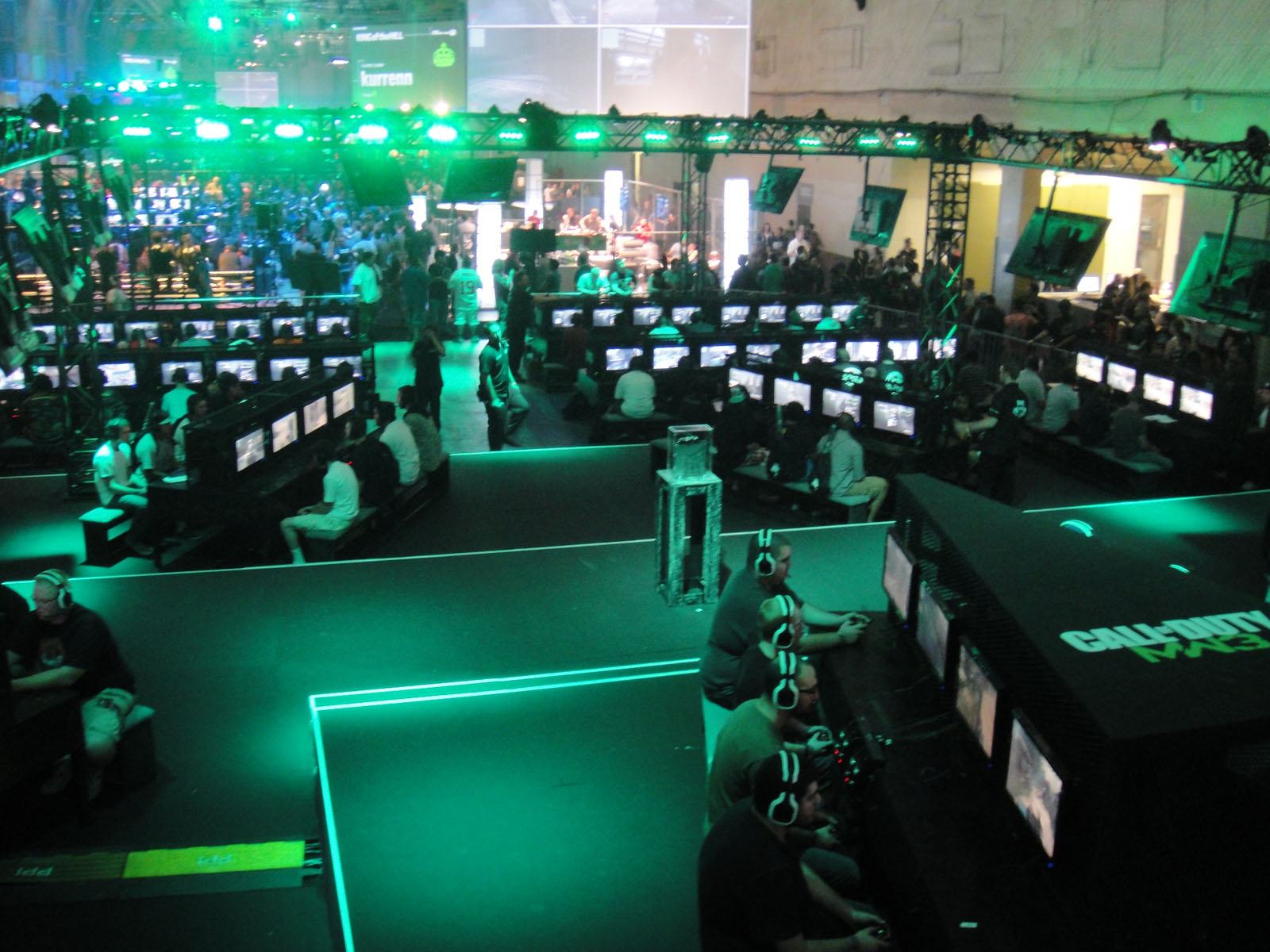
Convención masiva de multijugador de Call of Duty: Modern Warfare 3 en 2011.

Los videojuegos de disparos en primera persona pueden ofrecer un modo multijugador, que tiene lugar en niveles especializados. Algunos juegos están diseñados específicamente para juegos de varios jugadores, y tienen modos para un solo jugador muy limitados en los que el jugador compite contra personajes controlados por el juego llamados bots. Los juegos de disparos en primera persona y multijugador masivos en línea permiten que miles de jugadores compitan al mismo tiempo en un mundo persistente. Los juegos multijugador a gran escala permiten escuadrones múltiples, con líderes que emiten comandos y un comandante que controla la estrategia general del equipo. Los juegos multijugador tienen una variedad de diferentes estilos de juego.
Los tipos clásicos son el combate a muerte (y su variante basada en el equipo) en la que los jugadores obtienen puntos al matar a los personajes de otros jugadores; y captura la bandera, en la que los equipos intentan penetrar en la base opuesta, capturan una bandera y la devuelven a su propia base mientras evitan que el otro equipo haga lo mismo. Otros modos de juego pueden implicar intentar capturar bases o áreas enemigas del mapa, intentar agarrar un objeto durante el mayor tiempo posible mientras evade a otros jugadores, o variaciones de combate mortal que involucren vidas limitadas o en las que los jugadores luchan por un poder particularmente potenciador. Estos tipos de partidos también pueden ser personalizables, lo que permite a los jugadores variar las armas, la salud y los potenciadores que se encuentran en el mapa, así como los criterios de victoria. Los juegos pueden permitir a los jugadores elegir entre varias clases, cada una con sus propias fortalezas, debilidades, equipos y roles dentro de un equipo.

### Videojuegos gratuitos
Hay muchos juegos de disparos en primera persona gratuitos en el mercado, incluyendo Wolfenstein: Enemy Territory, Apex Legends, Team Fortress y Planetside 2. Algunos juegos se lanzan como free-to-play como su modelo de negocio previsto y pueden ser altamente rentable (League of Legends ganó dos mil millones de dólares en 2017), pero otros, como Eternal Crusade, comienzan su vida como juegos pagados y se convierten en free-to-play más tarde para llegar a un público más amplio después de una recepción inicialmente decepcionante. Algunas comunidades de jugadores se quejan de freemium en primera persona para los tiradores, por temor a que creen juegos desequilibrados, pero muchos diseñadores de juegos han ajustado los precios en respuesta a las críticas, y los jugadores generalmente pueden obtener los mismos beneficios jugando más tiempo que pagando.

## Historia

### Orígenes (1970–1980)
Los dos primeros videojuegos de disparos en primera persona documentados son Maze War y Spasim. Maze War fue desarrollado originalmente en 1973 por Greg Thompson, Steve Colley y Howard Palmer, estudiantes de secundaria en un programa de estudio y trabajo de la NASA que intentaba desarrollar un programa para ayudar a visualizar la dinámica de fluidos para los diseños de naves espaciales. El trabajo se convirtió en un juego de laberinto presentado al jugador en primera persona, y más tarde incluyó soporte para un segundo jugador y la capacidad de disparar al otro jugador para ganar el juego. Thompson llevó el código del juego con él al Instituto de Tecnología de Massachusetts, para crear con la ayuda de Dave Lebling una versión para ocho jugadores que se podría jugar con ARPANET, jugadores controlados por computadora que utilizan inteligencia artificial, mapas personalizables, marcadores en línea y un modo de espectador. Spasim tuvo un debut documentado en la Universidad de Illinois en 1974. El juego fue un simulador de vuelo espacial rudimentario para hasta 32 jugadores, con una perspectiva en primera persona. Ambos juegos eran distintos de los de tiros modernos en primera persona, e incluían movimientos simples basados en fichas en los que el jugador solo podía moverse de una casilla a otra y girar en incrementos de 90 grados. Dichos juegos generaron juegos que usaban imágenes similares para mostrar al jugador como parte de un laberinto (como Akalabeth: World of Doom en 1979), y fueron llamados juegos de "vista de ojo de rata", ya que dieron la apariencia de una rata corriendo un laberinto. Otro juego crucial que influenció a los disparos en primera persona fue Wayout, que, mientras presentaba al jugador que intentaba escapar de un laberinto, usó el lanzamiento de rayos para representar el laberinto, simulando visualmente cómo se representaría cada segmento de la pared en relación con la posición y el ángulo de orientación del jugador, permitiendo más movimiento de forma libre en comparación con Maze War y Spasim.
Spasim condujo a simuladores de vuelo de combate más detallados y, finalmente, a un simulador de tanque, desarrollado para el Ejército de los Estados Unidos, a fines de los años setenta. Sin embargo, estos juegos no estaban disponibles para los consumidores, y no fue hasta 1980 cuando se lanzó un videojuego de tanque, Battlezone, en salas de juego. Una versión del juego fue lanzada en 1983 para computadoras domésticas y se convirtió en el primer juego exitoso de mercado masivo que presenta un punto de vista en primera persona y gráficos en 3D wireframe, presentados mediante una pantalla de gráficos vectoriales.

### Comienzos de los de tiros en primera persona (1987–1992)
MIDI Maze, uno de los primeros juegos de disparos en primera persona lanzado en 1987 para Atari ST, presentaba un juego basado en laberintos y diseños de personajes similares a Pac-Man, pero mostrados en una perspectiva en primera persona. Posteriormente, se adaptó a varios sistemas, incluidos Game Boy y Super NES, bajo el título Faceball 2000, y contó con la primera red de partidas a muerte para jugadores múltiples, utilizando una interfaz MIDI. Fue un juego relativamente menor, pero a pesar de la inconveniencia de conectar varias máquinas entre sí, su modo multijugador ganó un siguiente culto: 1UP.com lo llamó el "primer juego de disparos 3D para múltiples jugadores en un sistema general" y el primer "juego importante de acción en LAN".
El Hovertank 3D de Id Software fue pionero en la tecnología de ray casting en mayo de 1991 para permitir un juego más rápido que los simuladores de vehículos de la década de 1980; y Catacomb 3-D introdujo otro avance, el mapeo de texturas, en noviembre de 1991. El segundo juego que usó mapeo de texturas fue Ultima Underworld: The Stygian Abyss, un videojuego de rol de acción en marzo de 1992 de Looking Glass Technologies que contó con un punto de vista en primera persona y un motor gráfico avanzado. En octubre de 1990, el desarrollador de identificación John Romero aprendió sobre el mapeo de texturas a través de una llamada telefónica a Paul Neurath. Romero describió la técnica de mapeo de texturas al programador de identificación John Carmack, quien comentó: "Yo puedo hacer eso", y se sentiría motivado por el ejemplo de Looking Glass para hacer lo mismo en Catacomb 3-D. Catacomb 3-D también introdujo la visualización de la mano y el arma del protagonista (en este caso, hechizos mágicos) en la pantalla, mientras que anteriormente no se veían los aspectos del avatar del jugador. La experiencia de desarrollar Ultima Underworld permitiría a Looking Glass crear la serie Thief y System Shock años más tarde.

### Doomy aumento en popularidad (1992–1995)
Wolfenstein 3D (creado por id Software y lanzado en 1992) fue un éxito instantáneo, impulsado en gran medida por su versión shareware, y se le atribuye la invención del género de disparos en primera persona. Se basó en la tecnología ray cast, pionera en juegos anteriores para crear una plantilla revolucionaria para el diseño de juegos de disparos, en la que todavía se basan los shooter en primera persona. A pesar de sus temas violentos, Wolfenstein escapó en gran parte de la controversia generada por el último Doom, aunque fue prohibido en Alemania debido al uso de la iconografía nazi; y la versión Super NES reemplazó a los perros enemigos de ataque con ratas gigantes. Apogee Software, el editor de Wolfenstein 3D, siguió su éxito con Blake Stone: Aliens of Gold en 1993. Inicialmente, el juego fue bien recibido, pero las ventas disminuyeron rápidamente a raíz del éxito de id Doom, lanzado una semana después.
Doom, lanzado como shareware en 1993, refinó la plantilla de Wolfenstein 3D agregando texturas mejoradas, variaciones en altura (por ejemplo, escaleras que el personaje del jugador podría subir) y efectos como luces parpadeantes y parches de oscuridad total, creando un entorno 3D más creíble que Wolfenstein 3D, más monótonos y simplistas. Doom permitió partidas competitivas entre múltiples jugadores, denominado deathmatch o partida a muerte, y el juego fue responsable de la entrada posterior de la palabra en el léxico de los videojuegos. Según el creador John Romero, el concepto de combate a muerte del juego se inspiró en el multijugador competitivo de los juegos de lucha. Doom se hizo tan popular que sus características de multijugador comenzaron a causar problemas a las compañías cuyas redes se utilizaron para jugar el juego.

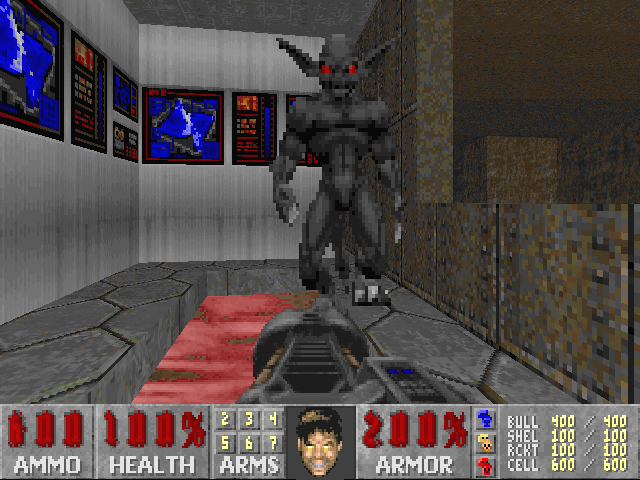
Captura de Freedoom, videojuego de disparos en primera persona, modificación de Doom.

Doom ha sido considerado desde entonces el shooter en primera persona más importante jamás realizado. Fue muy influyente no solo en los juegos de disparos posteriores, sino también en los videojuegos en general, y ha estado disponible en casi todos los sistemas de videojuegos desde ese momento. El juego multijugador, que ahora es parte integral del género de disparos en primera persona, se logró primero con éxito en gran escala con Doom. Si bien su combinación de violencia sangrienta, humor oscuro e imágenes infernales fueron aclamadas por los críticos, estos atributos también generaron críticas de grupos religiosos, y otros comentaristas calificaron el juego de "simulador de asesinato". Hubo más controversia cuando se supo que los perpetradores de la masacre de Columbine High School eran fanáticos del juego; posteriormente, las familias de varias víctimas intentaron sin éxito demandar a numerosas compañías de videojuegos, entre ellas id Software, que según las familias inspiraron la masacre. En 1994, Raven Software lanzó Heretic, que usaba una versión modificada del motor de Doom que permitía la orientación vertical, un sistema de inventario para almacenar y seleccionar artículos y gibs.
Star Wars: Dark Forces se lanzó en 1995 después de que LucasArts decidiera que Star Wars haría el material apropiado para un juego al estilo de Doom. Sin embargo, Star Wars: Dark Forces agregó varias características técnicas de las que carecía Doom, como la capacidad de agacharse, saltar o mirar arriba y abajo. Dark Forces también fue uno de los primeros juegos en incorporar objetos diseñados en 3D en el motor 2D del juego. Duke Nukem 3D de Apogee, lanzado en 1996, fue "el último de los grandes de tiros basados en sprites" que fue aclamado por su humor basado en el machismo estilizado y en su modo de juego. Sin embargo, algunos consideraron que el tratamiento de las mujeres en el juego (y más tarde en toda la serie) era despectivo e insípido.
La mayoría de los de tiros en este período fueron desarrollados para computadoras compatibles con PC de IBM. En el lado de Macintosh, Bungie lanzó su primer juego de acción, Pathways into Darkness en 1993, que presentaba más elementos narrativos y de aventuras junto con el juego de acción en primera persona. Los caminos se habían inspirado en Wolfenstein 3D, y se llevaron a cabo un intento de convertir su anterior juego de exploración de mazmorras Minotaur: The Labyrinths of Crete en un entorno 3D. En el año siguiente, Bungie lanzó Marathon, que simplificó los conceptos de Pathways al eliminar elementos de juego de roles en favor de la acción del tirador. Marathon tuvo éxito y condujo a dos secuelas para formar la trilogía de Marathon, y Marathon, el estándar para los tiradores en primera persona en esa plataforma. Marathon fue pionero o fue uno de los primeros en adoptar varias funciones nuevas como freelook, armas de doble uso y de doble función, modos multijugador versátiles (como King of the Hill, Kill the Man with the Ball, y juego cooperativo), y personajes no jugadores amistosos (NPC). Los juegos de Marathon también tenían un fuerte énfasis en contar historias además de la acción, que continuaría en los proyectos futuros de Bungie, Halo y Destiny.

### Counter-Strikey primera edad dorada (1995–1999)
En 1994, Exact lanzó Geograph Seal para la computadora doméstica Sharp X68000 de Japón. Un oscuro título de importación en lo que se refería al mercado occidental, era, sin embargo, "un juego de disparos en primera persona poligonal en 3D" con una mecánica de juegos de plataformas innovadora y entornos al aire libre de "itinerancia libre". Al año siguiente, Exact lanzó su sucesor para la consola de PlayStation, Jumping Flash!, que puso más énfasis en los elementos de su plataforma. Descent (lanzado por Parallax Software en 1995), un juego en el que el jugador pilotea una nave espacial alrededor de cuevas y ductos de fábrica, fue un verdadero juego de disparos en primera persona en tres dimensiones. Abandonó los sprites y el rayo a favor de polígonos y seis grados de libertad.

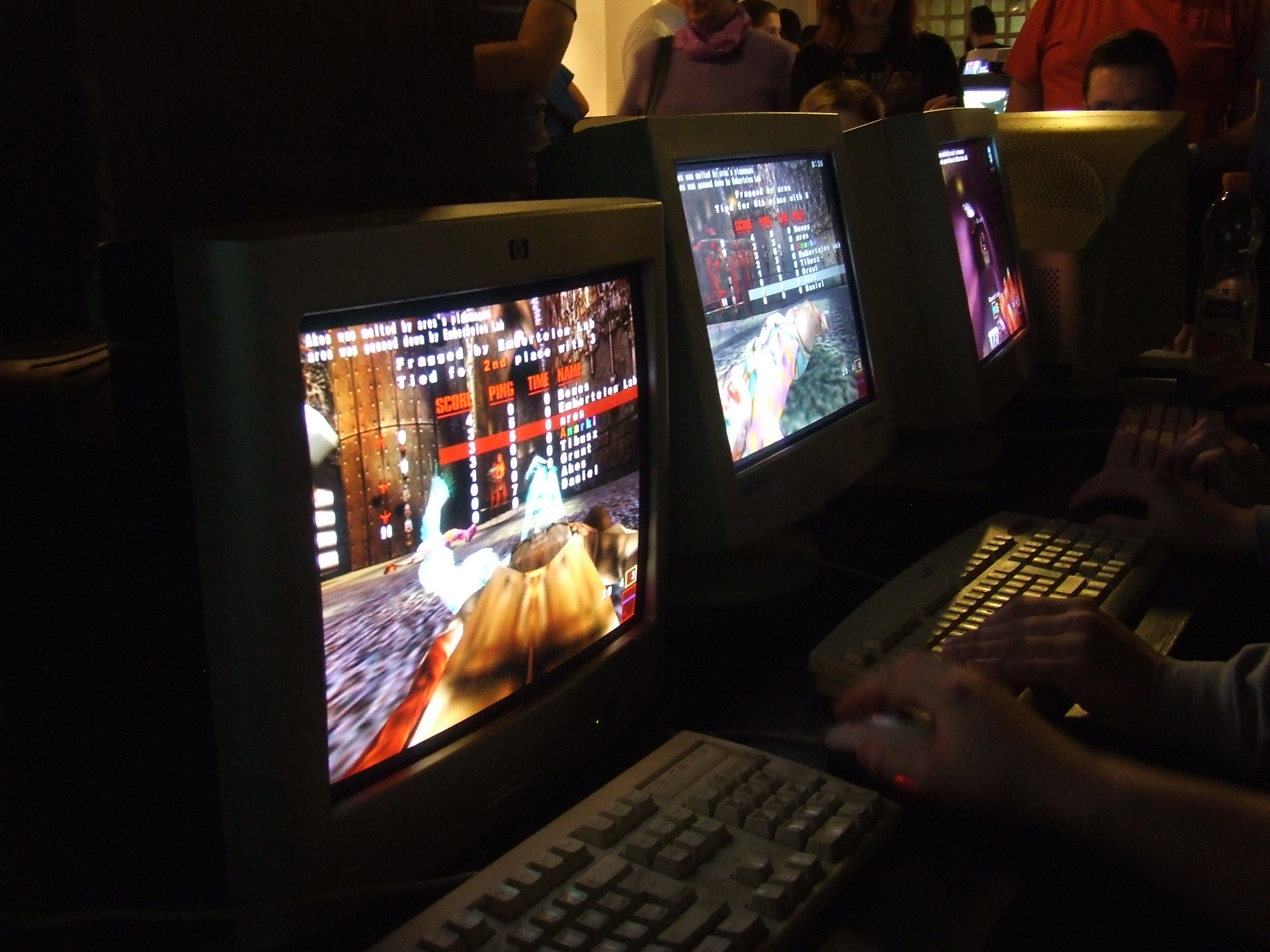
Concentración de multijugadores de Quake en Budapest.

Poco después del lanzamiento de Duke Nukem 3D en 1996, id Software lanzó el muy esperado Quake. Al igual que Doom, Quake fue un título influyente y definió el género; presentaba un juego sangriento de ritmo rápido, pero usaba polígonos 3D en lugar de sprites. Estaba centrado en los juegos en línea y presentaba múltiples tipos de partidos que aún se encuentran en los juegos de disparos en primera persona en la actualidad. Fue el primer juego de FPS en tener seguidores de clanes de jugadores (aunque el concepto había existido anteriormente en MechWarrior 2 (Netmech) con su tradición de Battletech, así como entre los jugadores de MUD), e inspiraría populares fiestas LAN como QuakeCon. La popularidad del juego y el uso de gráficos poligonales en 3D también ayudaron a expandir el creciente mercado de hardware de tarjetas de video; y el apoyo adicional y el estímulo para las modificaciones del juego atrajeron a los jugadores que querían jugar con el juego y crear sus propios módulos. Según el creador John Romero, el mundo 3D de Quake se inspiró en el juego de lucha en 3D Virtua Fighter. Quake también tenía la intención de expandir el género con Virtua Fighter influenciada en peleas cuerpo a cuerpo, pero esto finalmente se eliminó del juego final.
Basado en la película de James Bond, GoldenEye 007 de Rare se lanzó en 1997, y en 2004 era el juego de Nintendo 64 más vendido en los Estados Unidos. Fue el primer juego de disparos en primera persona en consolas y fue muy aclamado por sus niveles atmosféricos para un solo jugador y sus mapas multijugador bien diseñados. Presentaba un rifle de francotirador, la capacidad de realizar disparos a la cabeza y la incorporación de elementos furtivos; (y todos estos aspectos también se usaron en la continuación espiritual del juego Perfect Dark), así como en las características inspiradas en Virtua Cop, como la recarga, las animaciones de reacción a los golpes dependientes de la posición, las penalidades por matar inocentes y un sistema de puntería que permite a los jugadores apuntar a un punto preciso en la pantalla.

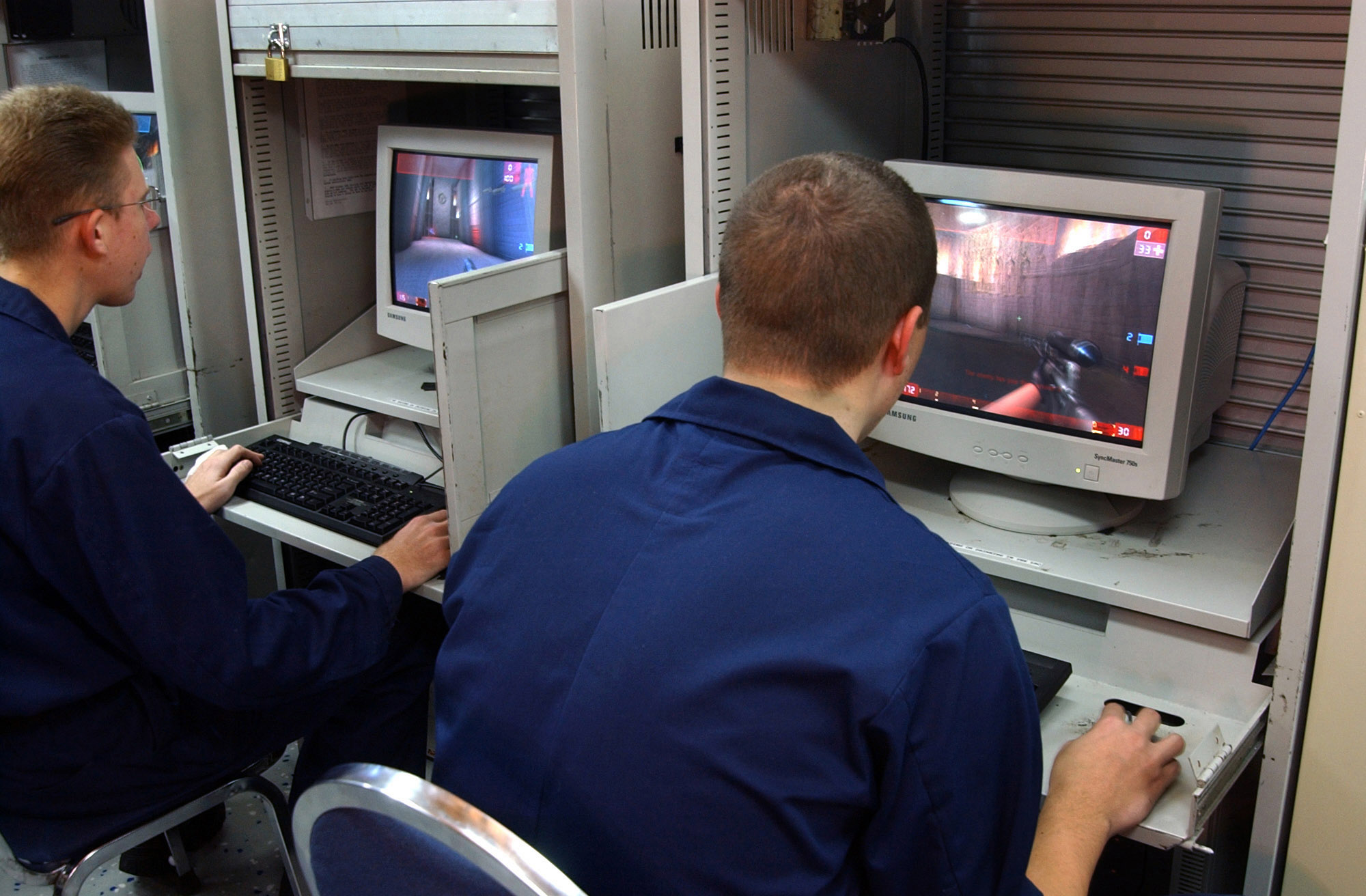
Marines estadounidenses jugando a Unreal Tournament.

Aunque no es el primero de su tipo, Tom Clancy's Rainbow Six comenzó una tendencia popular de disparos tácticos en primera persona en 1998. Presentaba un diseño realista basado en el equipo y temas basados en la lucha contra el terrorismo, que requieren que las misiones se planifiquen antes de la ejecución y en ella, un solo golpe era a veces suficiente para matar a un personaje. Medal of Honor, lanzado en 1999, comenzó una proliferación de tiradores en primera persona durante la Segunda Guerra Mundial y supuso la entrada de Electronic Arts en el género.
Sin embargo, el punto de inflexión en los de tiros lo protagonizó Half-Life, de Valve, lanzado en 1998 y basado en la tecnología gráfica de Quake. Inicialmente se encontró con una tibia acogida, pero se convirtió en un éxito comercial incontestable. Mientras que los anteriores tiradores en primera persona se habían centrado en el juego visceral con tramas comparativamente débiles, Half-Life tenía una narrativa sólida; el juego no mostraba cinemáticas, pero permanecía en la perspectiva de primera persona en todo momento. Presentaba innovaciones como personajes no enemigos (algo más temprano en títulos como Strife) pero no empleaba potenciadores en el sentido tradicional. Half-Life fue elogiado por su inteligencia artificial, selección de armas y atención al detalle y "desde entonces ha sido reconocido como uno de los mejores juegos de todos los tiempos", según GameSpot. Su secuela, Half-Life 2 (lanzada en 2004), fue menos influyente aunque "posiblemente un juego más impresionante".
Starsiege: Tribes, también lanzado en 1998, fue un juego de disparos multijugador en línea que permite a más de 32 jugadores en un solo partido. Presentaba un juego basado en el equipo con una variedad de roles especializados y una característica inusual de jet pack. El juego fue muy popular y luego fue imitado por juegos como la serie Battlefield. Los títulos de id Software Quake III Arena y Unreal Tournament de Epic Games, ambos lanzados en 1999, fueron populares por sus frenéticos y accesibles modos multijugador en línea; ambos presentaban una jugabilidad muy limitada para un solo jugador. Unreal presentaba, a su vez, el motor Unreal Engine, que se convertiría en un motor muy influyente en los de tiros del futuro.

Counter-Strike, un mod de Half-Life que se convirtió en un éxito sin precedentes.

Counter-Strike, también lanzado en 1999, era una modificación de Half-Life con un tema de antiterrorismo. El juego se convirtió en un éxito sin precedentes y superó en popularidad y jugadores al propio Half-Life, con más de 90 000 jugadores compitiendo en línea en cualquier momento durante su máxima actividad. Desde entonces, Counter-Strike se ha convertido en uno de los de disparos más influyentes y de mayor tradición entre los jugadores de todo el mundo. Su secuela fue Counter-Strike: Source (2004).

### Guerras en línea y nueva edad dorada de las consolas (2000–2008)

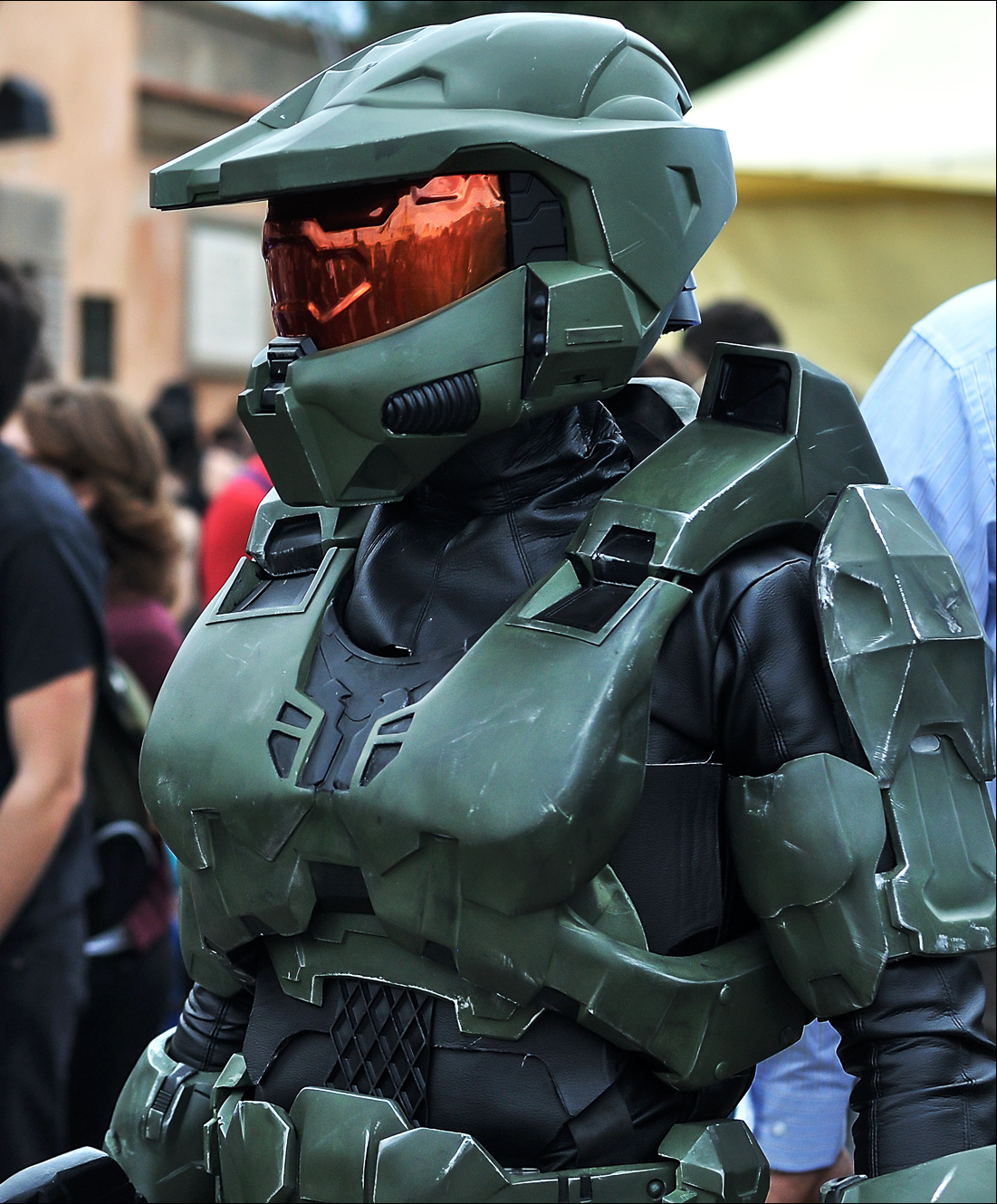
Mercadotecnia de Halo, una serie de éxito.

En el Electronic Entertainment Expo (E3) de 1999, Bungie presentó un juego de estrategia en tiempo real llamado Halo; en el siguiente E3, se mostró una versión revisada en tercera persona. En 2000, Bungie fue comprada por Microsoft y Halo fue renovado y lanzado como un juego de disparos en primera persona; fue uno de los títulos de lanzamiento para la consola Xbox. Fue un éxito crítico y comercial fuera de control, y se considera un primer juego de disparos en primera persona para consolas. Presentó una narrativa y una historia que recuerda a la anterior serie Marathon de Bungie, pero que ahora se cuenta en gran parte a través del diálogo en el juego y las escenas cinemáticas. También fue aclamado por sus personajes, tanto el protagonista, Master Chief y sus antagonistas alienígenas. La secuela, Halo 2 (2004), llevó la popularidad de los juegos en línea al mercado de las consolas a través de Xbox Live, en el que fue el juego más jugado durante casi dos años.
Deus Ex, lanzado por Ion Storm en 2000, presentaba un sistema de nivelación similar al que se encuentra en los juegos de rol; también tenía múltiples narraciones dependiendo de cómo el jugador completó las misiones y ganó reconocimiento por su estilo artístico y serio. Los juegos de Resident Evil, Survivor en 2000 y Dead Aim en 2003, intentaron combinar los géneros de pistola de luz y de disparos en primera persona junto con elementos de terror y supervivencia. Metroid Prime, lanzado en 2002 para Nintendo GameCube, un altamente elogiado juego de disparos en primera persona, incorporó elementos de aventuras de acción como saltar rompecabezas y se basó en la serie Metroid de aventuras de plataforma de desplazamiento lateral 2D. Dando un "paso masivo hacia los juegos en primera persona", el juego enfatizó sus elementos de aventura en lugar de disparar y fue acreditado por el periodista Chris Kohler por "liberar el género de las garras de Doom".
World War II Online, lanzada en 2001, contó con un entorno multijugador persistente y "masivo", aunque IGN dijo que "la realización completa de ese entorno probablemente aún esté a unos pocos años". Battlefield 1942, otro juego de disparos de la Segunda Guerra Mundial lanzado en 2002, presentó batallas a gran escala que incorporaban aviones, embarcaciones navales, vehículos terrestres y combate de infantería. En 2003, PlanetSide permitió a cientos de jugadores a la vez competir en un mundo persistente, y también fue promovido como el "primer juego de disparos en primera persona en línea para jugadores múltiples masivos". La serie Serious Sam, lanzada por primera vez en 2001, y Painkiller, lanzada en 2004, enfatizaron la lucha contra oleadas de enemigos en grandes estadios abiertos, en un intento por escuchar las raíces del género.
Doom 3, lanzado en 2004, puso un mayor énfasis en el horror y el miedo del jugador que en los juegos anteriores de la serie y fue un éxito de ventas aclamado por la crítica, aunque algunos comentaristas sintieron que carecía de contenido y de innovación en el juego, poniendo demasiado énfasis en los gráficos impresionantes. En 2005, una película basada en Doom presentó una secuencia que emulaba el punto de vista y la acción del tirador en primera persona, pero se criticó críticamente como deliberadamente poco inteligente y gratuitamente violenta. En 2005, F.E.A.R. fue aclamado por combinar con éxito el juego de disparos en primera persona con una atmósfera de terror japonés. Más tarde, en 2007, BioShock de Irrational Games sería aclamado por algunos comentaristas como el mejor juego de ese año por su innovación en arte, narrativa y diseño, y algunos lo llamaron el "sucesor espiritual" del anterior System Shock 2 de Irrational.
Finalmente, los juegos de Crytek Far Cry (2004) y Crysis (2007), así como Far Cry 2 (2008) de Ubisoft abrirán nuevos caminos en términos de gráficos y diseño de nivel abierto de gran tamaño, mientras que Call of Duty 4: Modern Warfare (2007), Resistance: Fall of Man (2006) y su secuela Resistance 2 (2008) presentaron niveles y narraciones lineales cada vez más refinados, con el ritmo rápido y la linealidad de los juegos de Call of Duty que se parecen a los shoot 'em up. En 2007, Portal popularizó el concepto de mecánica de rompecabezas en perspectiva de primera persona. En 2006, Gamasutra informó del de tiros en primera persona como uno de los géneros de videojuegos más grandes y de mayor crecimiento en términos de ingresos para los editores.

### Llegada de losbattle royaley "boomer shooters" (2008–presente)
En 2010, investigadores de la Universidad de Leiden demostraron que jugar videojuegos de disparos en primera persona está asociado con una flexibilidad mental superior. En comparación con los no jugadores, se encontró que los jugadores de tales juegos requerían un tiempo de reacción significativamente más corto al cambiar entre tareas complejas, posiblemente porque se les exige desarrollar una mentalidad más receptiva para reaccionar rápidamente a estímulos visuales y auditivos de rápido movimiento, y cambio de ida y vuelta entre diferentes subdeberes. El uso de los controladores de juego de detección de movimiento, especialmente los de Wii, "prometió hacer que los controles de FPS sean más accesibles y precisos con una interfaz tan simple como apuntar literalmente al objetivo" y, por lo tanto, "remodelar drásticamente al tirador en primera persona". Sin embargo, las dificultades técnicas relacionadas con funciones distintas de la puntería, como la maniobra o la recarga, impidieron su uso generalizado entre los videojuegos de disparos en primera persona. La interfaz de usuario de Pointman combina un gamepad sensible al movimiento, un rastreador de cabeza y pedales deslizantes para aumentar la precisión y el nivel de control sobre el avatar en los juegos de disparos militares en primera persona.
La decimocuarta entrega de la serie Medal of Honor y la secuela directa del juego de 2010; Medal of Honor: Warfighter fue lanzado para PlayStation 3, Xbox 360 y PC el 23 de octubre de 2012. Warfighter fue tanto un fracaso crítico como comercial. En enero de 2013, Electronic Arts anunció el cese de la serie Medal of Honor debido a la mala recepción y venta de Medal of Honor: Warfighter, por lo que EA se centró en la saga Battlefield. En 2016 Battlefield 1 fue lanzado por EA DICE y Electronic Arts y fue un éxito comercial, vendiendo más de 15 millones de copias. La mayoría de los elogios se dirigieron hacia su tema poco recurrido de la Primera Guerra Mundial, las campañas para un jugador, su modo multijugador, la imágenes y el diseño de sonido.
Con la aparición de los videojuegos de modo battle-royale en 2017 a través de PUBG y Fortnite —en tercera persona ambos—, algunas sagas de videojuegos han incluido este modo de juego online tan popular. Call of Duty: Black Ops 4 (2018) incluyó su modo battle royale con Blackout, mientras que Battlefield V (2018) lo hizo con Firestorm, aunque sin el mismo éxito que los primeros.
Los boomer shooters, videojuegos de disparos en primera persona con un estilo y mecánica inspirados en los clásicos de la década de los 90, están ganando terreno en la industria del entretenimiento digital.
Este subgénero, reivindicado por títulos como DOOM, Quake, Wolfenstein 3D y Duke Nukem 3D, destaca por su rapidez, variedad de armamento y la exigencia en la movilidad del jugador que incentivan completar niveles en tiempos récord.
De hecho, estos títulos se apoyan en características como el uso de arsenales exagerados como lanzacohetes, superescopetas y cañones deliberadamente abrumadores; así como la utilización de una gran variedad de enemigos y patrones de movimiento avanzados.
Y aunque estas experiencias, que fueron predominantes en la década de los 90 y fueron opacadas temporalmente por juegos con narrativas más profundas, vuelven a captar la atención tanto de jugadores nostálgicos como de nuevas audiencias.
Su denominación surge del término “OK, boomer”, usado por generaciones más jóvenes en tono crítico hacia las mayores. Aunque existe cierta ironía en su aplicación, dado que apunta a individuos de Generación X en lugar de los auténticos Baby Boomers, quienes son de una generación anterior.
Además, su regreso no solo se observa en las mecánicas sino también en la estética, con títulos modernos como Ion Fury y Warhammer 40K Boltgun que recuerdan visualmente a los clásicos. Este fenómeno demuestra que ciertos estilos de juego trascienden su época, manteniendo un público fiel y abierto a revivir estas experiencias.